# خرستوذولس (بابا الإسكندرية)
 خرستوذولس(عبد المسيح) بابا الإسكندرية وبطريرك الكرازة المرقسية، بطريرك الكنيسة القبطية رقم 66 (1047 - 1077) في عهد تملك الخليفة المستنصر.
أصلاً من بلدة بورة على الشاطئ الغربي لفرع دمياط، وترهب منذ حداثته بدير البراموس، وانتقل منها ليتوحد في صومعة تطل على البحر في نتراوه (بحيرة البرلس حاليًا).

## اختياره بطريركًا
اختاره أراخنة الإسكندرية بطريركًا، فسار إليه عشرة منهم ومعهم سيمون كاهن بكنيسة مار مرقس، وبصعوبة كبيرة تمكنوا من مقابلته وأمسكوه وساروا به إلى الإسكندرية، حيث رُسِم بطريركًا في الخامس عشر من كيهك سنة 763ش (11 ديسمبر 1046م).
يشهد عنه تاريخ بطاركة كنيسة الإسكندرية القبطية بهذه العبارة: "كانت بداية أمره حسنة وظهرت منه معجزات، وكان الروح القدس قريبًا منه وكانت قسمته من الله"، ثم سار حسب العادة إلى دير أبو مقار ببرية شيهيت. وبعد رسامته بطريركًا كرّس ست كنائس بالإسكندرية كما جدّد بيعة مار مرقس".

## إقامة مقر بابويبمصر
بعد سيامته انتقل من الكنيسة المرقسية بالأسكندرية إلى مصر، واتخذ كنيسة المعلقة بظاهر الفسطاط مقرًا له. كما جدد كنيسة القديس مرقريوس وجعلها كاتدرائية كبرى ومركزًا لكرسيه، وجعل أيضًا كنيسة السيدة العذراء في حي الأروام مقرًا له يأوي إليه عند اللزوم وذلك برضى أسقف بابيلون. أما سبب ذلك فهو انتقال عظمة مدينة الإسكندرية إلى مدينة القاهرة، وكثرة عدد المسيحيين فيها، ولارتباطه بالحكومة. فصار البابا يعين أسقفًا للإسكندرية باسم وكيل الكرازة المرقسية.

## شدائده
كانت مدة حبريّة هذا البطريرك في خلافة الخليفة الفاطمي المستنصر، وقد نالته متاعب كثيرة على يد وزيره محمد اليازوري الذي كان شديد الكراهية للمسيحيين عامة للأقباط خاصة. كما نالته متاعب على يد رجال قبيلة «اللواته» الذين عاثوا فسادًا في الوجه البحري وقبضوا على البابا خرستوذولس وأذاقوه ألوان العذاب بعد أن نهبوا داره. وشى به شخص يدعى علي القفطي عند أمير الجيوش بدر الدين الجمالي، ولكن فيما بعد اتضح له كذبه، فاحترمه الأمير وأكرمه.

## اتهامه بتحريض ملك النوبة
أُتهم بأنه استخدم سلطانه على جرجس ملك النوبة للضرر بمصالح المسلمين، وألزمه بقطع العلاقات التجارية معهم والامتناع عن إرسال الجزية المعتادة من الرقيق. وكان البابا قد أوفد أسقفًا من قبله إلى ملك النوبة لتدشين كنيسة بنيت في عهده. استدعى البابا وأخذ يقنع يازوري وزير الخليفة في مصر بأن علاقته بالنوبة دينية وليست لها أي صلة بالسياسة فاقتنع بذلك.

## مقاومة أحد القضاة له
شيد البابا كنيسة فخمة في دمنهور واتخذها مقرًا لكرسيه أحيانًا لبعدها عن مركز الحكومة ومنع وصول الاضطهاد إليها. فكان كثير من الأقباط يتوافدون عليها. انتقل القاضي عبد الوهاب أبو الحسين من القاهرة إلى دمنهور وكان يتوهم أن البابا سيهبه شيءًا، وإذ خاب أمله استخدم كراهية الوزير للبطريرك فوشي به بأنه سلب أموال الكثيرين وبنى بها عشرين كنيسة وشيد كنيسة فخمة في دمنهور وقصرًا شاهقًا نقش عليه البسملة المسيحية. واتهمه بأنه يحتقر الإسلام. سمع له الوزير وأرسل فورًا من يهدم الكنائس، ناصره في ذلك أبو الفرج البابلي من كبار الدولة الذي كان وكيلاً على الوجه البحري، وألزم البابا أن يمحو البسملة المسيحية المنقوشة على باب قصره، فلم يمانع في ذلك، لكنه قال: «إن محوها من على السور لن يمحها عن صفحات قلبي». أُلقي القبض على البابا وبعض أساقفة الوجه البحري واعتقلوا وأُرسلوا إلى القاهرة متهمين باتهامات باطلة. لكن الخليفة أخلى سبيلهم وطيب خاطرهم. اغتاظ الوزير فأمر بإغلاق جميع الكنائس في القطر المصري، فثار الشعب القبطي وبلغ الخبر للخليفة الذي أمر بنفي الوزير إلى تانيس بأقصى الوجه البحري، وأخيرًا إذ وجده يثير المسلمين على المسيحيين قتله.

## إعادة القبض على البابا
ثار اضطهاد آخر عندما حاول الأقباط فتح الكنائس وتعينت ضريبة باهظة على أقباط الإسكندرية مقابل تسليم البابا مفاتيح كنيسة واحدة لممارسة العبادة. ألقي القبض علي البابا وسلبوا تسعة آلاف دينارًا وجدوها في الخزنة ثم أطلقوا سراحه بتوسط ذوي النفوذ من موظفي الأقباط. الهجوم على الأديرة بينما كان البابا يزور أديرة وادي النطرون هجم اتباع ناصر الجولة زعيم الترك على الأديرة وذبحوا كثيرين من الرهبان وأسروا البابا وعذبوه، لكن الله نجاه بواسطة أحد أبنائه الأقباط يُدعى أبو الطيب، كان رئيس كتبة ناصر الدولة بعد أن دفع لمولاه ثلاثة آلاف دينار فدية. منع المئونة تدهورت حالة الأقباط المادية جدًا، وإذ رسم البابا مطرانًا لبلاد النوبة طلب من ملك النوبة جرجس أن يرسل زادًا، ولكن جنود ناصر الدولة اعترضوا رسل ملك النوبة عند وصولهم إلى حدود مصر وأرجعوهم بالمئونة إلى ملكهم. القبض على البابا إذ تولى بدر الدين الجمالي الولاية وشي إليه أحد المسلمين بأن فيكتور مطران النوبة أمر بهدم جامع المسلمين، فثار وألقي القبض على البابا. برهن له البابا كذب الاتهام فأطلقه. هرب أحد العصاة من وجه بدر الدين الجمالي إلى النوبة، فكلف البابا أن يبعث إلى أسقفه من قبله ليطلب من ملك النوبة تسليم هذا الهارب، وبالفعل قبض عليه ملك النوبة وسلمه إلى مندوبي بدر الدين وجاءوا به إلى القاهرة.

## القبض على البابا مرة أخرى
وشي إلى بدر الدين بأن كيرلس مطران أثيوبيا يغرر بمسلمي أثيوبيا الضعيفي الإيمان ويدعوهم إلى شرب الخمر عند تناول الإفطار. القي القبض على البابا وطلب منه الوالي معاقبة المطران. وإذ لم يكن قد سيم كيرلس بعد مطرانًا أوضح البابا للوالي بطلان التهمة. كان غيظ الولاة يتزايد بسبب نفوذ البابا في أثيوبيا، فكانوا يستلمون المراسلات المتبادلة ويمزقونها أو يردونها. متاعب من داخل الكنيسة أحب يوحنا بن الظالم الأسقفية وسعى لدى البابا حتى ولاه أسقفية سخا. تحالف معه بعض الأساقفة وجمهور من الشعب على عزل البابا وادعوا بأن رسامته غير قانونية لأنه لم تقرأ عليه فصول مختصة بسيامة البطاركة. لكن استطاع أبا زكريا يحي بن مقارة وهو شيخ فاضل يعمل في بلاط الخليفة وله كلمة مسموعة أن يتدخل ويصالح البابا مع أسقف سخا ويطيّب خاطر الكل. تشاحن أسقفان على حدود ايبارشيتهما ولم يُحل الخلاف إلا بعد تعبٍ شديد.

## الاحتفاظ برأس مارمرقس الرسول
في عهد هذا البطريرك تمكن الأقباط من الاحتفاظ برأس مارمرقس الرسول على الرغم من سعي الروم للحصول عليها مقابل عشرة آلاف دينار. من الأمور الحسنة التي تُذكر له اهتمامه بالنواحي الطقسية والعبادة، وقد وضع قوانين طقسية، توجد نسخة منها بمكتبة المتحف القبطي بمصر القديمة.

## علاقته بأنطاكية
في أواخر حبريّة البابا خرستوذولس رُسِم بطريرك جديد في إنطاكية اسمه يوحنا وكان من القديسين، فبعث إليه الأنبا خرستوذولس برسالة الشركة في الإيمان بين الكنيستين كالمعتاد. كذلك حرص على الصلات الطيبة التي تربط بين الكنيسة في مصر ومملكة النوبة المسيحية. وأخيرُا لما أكمل سعيه تنيح بسلام سنة 1077م.

## مواضيع مرتبطة
- كنيسة قبطية أرثوذكسية
- مقر بابا الإسكندرية